# Mamfe Airport
Mamfe Airport är en flygplats i Kamerun.   Den ligger i regionen Sydvästra regionen, i den västra delen av landet, 300 km nordväst om huvudstaden Yaoundé. Mamfe Airport ligger 126 meter över havet.
Terrängen runt Mamfe Airport är platt åt sydväst, men åt nordost är den kuperad. Trakten runt Mamfe Airport är ganska glesbefolkad, med 42 invånare per kvadratkilometer. Närmaste större samhälle är Mamfe, 5,3 km norr om Mamfe Airport. I omgivningarna runt Mamfe Airport växer i huvudsak städsegrön lövskog.